# Gaspare Mutolo
Gaspare Mutolo (né à Palerme le 5 février 1940) est un mafieux sicilien, également connu sous le nom de « Gasparino ». En 1992, il devient pentito (témoin d'État contre la mafia). Il a été le premier mafieux à parler des liens entre Cosa Nostra et les hommes politiques italiens. Les déclarations de Mutolo ont contribué à l'inculpation de l'ancien Premier ministre italien Giulio Andreotti et à la compréhension du contexte des meurtres de la mafia en 1992 envers l'homme politique Salvo Lima et les magistrats Giovanni Falcone et Paolo Borsellino. 

## Début de carrière
Gaspare Mutolo a grandi dans les rues étroites de Pallavicino et du quartier de Partanna-Mondello à Palerme. Tout jeune, il vit dans le monde de Cosa Nostra et les membres de sa famille de sang sont membres de la mafia. 
Il quitte l'école et commence à travailler comme mécanicien tout en s'impliquant dans un réseau de vol de voiture.
En 1965, il finit en prison pour la première fois. À la prison d'Ucciardone de Palerme, il partage une cellule avec Totò Riina, futur patron des Corleonesi. Quand ils sont tous deux sortis de prison, Mutolo est devenu chauffeur personnel de Riina. 
En 1973, Mutolo est initié dans la famille Partanna-Mondello dirigée par Rosario Riccobono. « Quand je suis devenu membre, c'était pour moi une nouvelle vie, avec de nouvelles règles. Pour moi, seule Cosa Nostra existait ». Devenu le bras droit de Riccobono et l'homme de confiance de Riina pour les missions délicates, en 1976 et 1982, Mutolo est de nouveau arrêté, et lors de l'un de ses séjours en prison, il est le compagnon de cellule de l'ancien patron des Corleonesi, Luciano Leggio. 
Grâce à ses liens étroits avec les Corleonesi, il échappe au massacre qui anéantit la vieille garde dont son ancien allié Riccobono de la famille mafieuse Partanna-Mondello fin 1982, au milieu de la Deuxième guerre de la mafia.

## Trafic d'héroïne
D'importants réseaux de fourniture de morphine base et d'héroïne à la mafia sicilienne sont mis en place à la fin des années 1970 et au début des années 1980 après que les membres de Cosa Nostra Pietro Vernengo et Gaspare Mutolo ont côtoyé en prison en Italie le trafiquant turc, Yasar Avni Mussullulu, et le Singapourien, Koh Bak Kin. Les juges siciliens estiment qu'entre 1981 et 1983, Mussullulu a fourni à lui seul à la mafia deux tonnes de morphine base pour la somme de 55 millions de dollars, après quoi il a disparu de la circulation et son réseau d'approvisionnement vers l'Italie a cessé. 
Koh Bak Kin est arrêté pour la première fois à l'aéroport de Rome en 1976 avec plus de 20 kilogrammes d'héroïne et a été condamné en 1978 à six ans de prison, où il a rencontré Mutolo. La peine a été réduite et Kin a été libéré en 1980. De retour à Bangkok, il a pu garantir un approvisionnement régulier en héroïne à Cosa Nostra grâce à ses liens dans le nord de la Thaïlande avec un émissaire du « baron » de l'opium Khun Sa. 
En analysant le téléphone de Mutolo, la police a découvert des discussions sur la contrebande d'héroïne entre Mutolo et les mafiosi de Catane. Un informateur a confirmé les soupçons du juge Giovanni Falcone sur l'alliance entre les mafias de Palerme et de Catane dans le trafic d'héroïne. Celui-ci avait participé à une réunion chez Mutolo à Palerme, où l'un des principaux patrons de Palerme, Rosario Riccobono, et le parrain de Catane, Nitto Santapaola, se sont rencontrés pour discuter d'une cargaison de 500 kilos d'héroïne. 
Après être devenu témoin d'État, Mutolo a révélé qu'il avait organisé une expédition de 400 kilogrammes d'héroïne aux États-Unis en 1981. Le clan Cuntrera-Caruana a reçu la moitié de la charge, tandis que John Gambino de la famille Gambino à New York s'est occupé des 200 autres kilogrammes. Les expéditions ont été financées par un consortium de clans de la mafia sicilienne, qui avait organisé un pool pour fournir l'argent nécessaire à l'achat des marchandises auprès de fournisseurs thaïlandais. Chaque famille mafieuse pouvait investir dans un envoi si elle avait de l'argent. 
Mutolo a été arrêté en 1982 avant de pouvoir terminer une deuxième expédition. Son fournisseur thaïlandais Koh Bak Kin a été arrêté lorsque la police égyptienne a saisi un navire grec dans le canal de Suez transportant quelque 233 kilos d'héroïne le 24 mai 1983. Un mafieux sicilien, membre du réseau de drogue de Mutolo, surveillait l'envoi. Mutolo a été condamné à 16 ans de prison lors du Maxi-Procès de Palerme contre la mafia en 1987.

## Pentito
En décembre 1991, en prison, Mutolo pense à devenir témoin d'État (pentito) et début mai 1992, il demande à rencontrer Paolo Borsellino.
Le 16 juillet 1992, Borsellino assiste à une déposition de Mutolo alors qu'il enquête sur le meurtre de son collègue Giovanni Falcone. Le lendemain, Mutolo parle de la collusion entre Cosa Nostra et des hauts fonctionnaires du gouvernement. Deux jours plus tard, le 19 juillet 1992, Borsellino et son escorte sont tués dans une voiture piégée à Palerme sur ordre de Salvatore Riina. 
Mutolo admet avoir tué plus de 30 personnes, mais n'a été condamné pour aucun des meurtres. En mars 1993, 56 mandats d'arrêt sont délivrés pour meurtre à Palerme sur la base de témoignages de Mutolo et Giuseppe Marchese.

## Déclarations
Les déclarations de Mutolo ont conduit à l'arrestation de Bruno Contrada, directeur adjoint du service de renseignement civil SISDE, contribuant à l'inculpation de Giulio Andreotti et à la compréhension du contexte des meurtres de 1992 de Salvatore Lima, Giovanni Falcone et Paolo Borsellino. Mutolo n'a commencé à parler de liens mafieux-politiques qu'après l'arrestation de Totò Riina en janvier 1993. Il a averti la Commission parlementaire antimafia présidée par Luciano Violante en février 1993 de la probabilité de nouvelles attaques des Corleonesi sur le continent.
Les déclarations de Mutolo ont eu des conséquences tragiques. Le 3 décembre 1992, l'un des procureurs les plus éminents d'Italie, Domenico Signorino, s'est suicidé. Selon des fuites de journaux, Mutolo a déclaré aux enquêteurs que Signorino était « proche de certains cercles que je connais ». Signorino avait été l'un des principaux procureurs lors du Maxi-Procès de Palerme en 1987, lorsqu'il avait exigé la réclusion à perpétuité de 20 mafiosi et demandé 17 ans de prison pour Mutolo. Signorino avait publiquement rejeté l'accusation et déclaré aux journalistes : « Si demander 20 condamnations à perpétuité au maxi-procès signifie que je suis un mafieux, alors allez-y et appelez-moi ainsi ». La mort du juge a provoqué un débat sur la divulgation d'accusations non fondées par des informateurs de la mafia qui pourraient causer des dommages incalculables. 
Le 24 décembre 1992, Bruno Contrada, ancien chef de la police de Palerme et directeur adjoint du service de renseignement civil SISDE a été arrêté en raison des révélations de Mutolo et d'un autre pentito, Giuseppe Marchese. Contrada aurait informé la mafia des opérations de police empêchant la capture de Totò Riina.

## Témoignage aux États-Unis
Mutolo a également témoigné aux États-Unis, lors du procès Iron Tower II dans le district sud de New York, contre Giovanni et Giuseppe Gambino et quatre membres de haut rang de la mafia sicilienne. Avec un autre témoin mafioso pentito, Francesco Marino Mannoia, Mutolo a fourni un témoignage historique documentant le lien existant entre la mafia sicilienne et la Cosa Nostra américaine.

## Mafia et politique
Mutolo a expliqué le contexte des massacres de 1992 de l'homme politique Salvo Lima et des magistrats Giovanni Falcone et Paolo Borsellino. Il a été le premier mafieux à parler des liens entre Cosa Nostra et les hommes politiques italiens. Selon Mutolo « Le « circuit normal » pour tous les problèmes nécessitant une attention à Rome étaient Ignazio Salvo, l'honorable Salvo Lima et le sénateur Giulio Andreotti ». Les cousins de Salvo ont été les principaux contacts pour « ajuster les procès contre les mafieux, lors du Maxi-Procès de Palerme » du milieu des années 1980. « Lorsque le procès a commencé, il était évident pour tous les « hommes d'honneur » qu'il s'agissait d'un procès politique » a expliqué Mutolo. « Nous pensions tous à l'unanimité que le verdict serait une condamnation, car le gouvernement devait démontrer à l'opinion publique en Italie et à l'étranger... qu'il pourrait porter un coup dur à Cosa Nostra. Cependant, on nous a assuré que les appels en Cour suprême modifieraient les peines ». La mafia a compté sur Lima et Andreotti pour nommer Corrado Carnevale pour réviser la peine. Carnevale, connu comme « le tueur de condamnation », avait par le passé annulé de nombreuses condamnations de la mafia motivés par le plus faible vice de procédure. Carnevale, cependant, a dû se retirer en raison des pressions du public et de Giovanni Falcone. La Mafia s'est sentie trahie par Lima et Andreotti car la Cour suprême italienne en janvier 1992 a confirmé les peines confirmant le théorème de Buscetta selon lequel Cosa Nostra était une organisation hiérarchique unique dirigée par une commission et que tous ses dirigeants pouvaient être tenus pour responsables des actes criminels commis au profit de l'organisation. 
« Je savais que pour tout problème nécessitant une solution à Rome, Lima était l'homme vers lequel nous nous tournions. Lima a été tué parce qu'il n'a pas respecté ou n'a pas pu respecter les engagements qu'il avait pris à Palerme (…) Le verdict de la Cour suprême a été désastreux. Après le verdict de la Cour suprême, nous avons senti que nous étions perdus. Ce verdict était comme une dose de poison pour les mafieux, qui se sentaient comme des animaux blessés. C'est pourquoi ils ont perpétré les attentats. Quelque chose devait arriver. Puis ils ont tué Lima et j'ai compris »,,.

## Citation
Après l'arrestation de Bernardo Provenzano en avril 2006 : « Quand le pape meurt, vous pouvez toujours en faire un autre, et ainsi, l'église reste sur ses pieds ».